# Афанасьев, Виктор Михайлович
Ви́ктор Миха́йлович Афана́сьев (род. 31 декабря 1948, Брянск) — российский космонавт, полковник, Герой Советского Союза, Президент Международной Лиги защиты культуры. Имеет квалификацию «Военный лётчик 1-го класса», «Лётчик-испытатель 1-го класса», «Инженер-космонавт-испытатель 1-го класса».

## Биография
Родился 31 декабря 1948 года в городе Брянске в семье рабочего. Русский. Член КПСС с 1971 года. Окончил 10 классов средней школы № 8 города Брянска.
В Советской Армии с 1966 года. В 1970 году окончил Качинское высшее военно-авиационное училище лётчиков по специальности лётчик-инженер. В 1970—1976 служил лётчиком, старшим лётчиком в истребительной авиации Группы советских войск в Германии. В 1976—1977 годах прошёл переподготовку, был слушателем Центра испытания авиационной техники и подготовки лётчиков-испытателей города Ахтубинска Астраханской области. В Центре освоил самолёты Су-7, Су-17, Як-28У. Служил лётчиком-испытателем Государственного научного испытательного института ВВС имени В. П. Чкалова в городе Ахтубинске. В 1980 году окончил Ахтубинский филиал МАИ.

## Космическая подготовка
В 1985 отобран в отряд космонавтов по программе «Буран», в январе 1988 зачислен в отряд космонавтов на должность космонавта-испытателя по программе основных экипажей станции «Мир» (9-й набор космонавтов ЦПК ВВС).
После исполнения обязанностей командира дублирующего экипажа Союз ТМ-10 в 1990 совершил свой первый полёт со 2 декабря 1990 по 26 мая 1991 в качестве командира КК «Союз ТМ-11» и ОК «Мир» по программе ЭО-8 вместе с М. Х. Манаровым, и по советско-японской программе с японским журналистом Т. Акиямой. Работал на борту орбитальной станции вместе с Г. М. Манаковым, Г. М. Стрекаловым, А. П. Арцебарским, и С. К. Крикалёвым.
Указом Президиума Верховного Совета СССР от 26 мая 1991 за осуществление космического полёта на корабле «Союз ТМ-11» и орбитальном научно-исследовательском комплексе «Мир» и проявленные при этом мужество и героизм, Виктору Михайловичу Афанасьеву присвоено звание Героя Советского Союза с вручением ордена Ленина и медали «Золотая звезда».
С декабря 1991 по 1992 проходил подготовку в группе космонавтов в качестве командира корабля-спасателя.
Свой второй полёт совершил с 8 января по 9 июля 1994 года в качестве командира ТК «Союз ТМ-18» и ОК «Мир» по программе ЭО-15 вместе с Ю. В. Усачёвым и В. В. Поляковым.
В 1995 году окончил Гуманитарную академию Вооружённых Сил РФ (военный университет)
Свой третий полёт совершил с 20 февраля 1999 года по 28 августа 1999 года в качестве командира экипажа КК «Союз ТМ-29» вместе с Жан-Пьером Эньере (Франция) и Иваном Беллой (Словакия).
Свой четвёртый полёт совершил с 21 по 31 октября 2001 года в качестве командира второй экспедиции посещения Международной космической станции вместе с К. М. Козеевым и Клоди Андре-Деэ (Франция).
Суммарный космический налёт составляет 555 суток 18 часов 32 минуты 54 секунды.
С июня 1998 года являлся заместителем командира Отряда космонавтов Российского государственного научно-исследовательского испытательного центра подготовки космонавтов имени Ю. А. Гагарина.
Приказом министра обороны РФ от 20 марта 2006 года уволен в запас по достижении предельного возраста пребывания на военной службе с объявлением благодарности. Живёт в Звёздном городке Щёлковского района Московской области.
Статистика
| # | Стартовый корабль | Старт, UTC        | Экспедиция               | Корабль посадки | Посадка, UTC      | Налёт                        | Выходы в открытый космос | Время в открытом космосе |
| - | ----------------- | ----------------- | ------------------------ | --------------- | ----------------- | ---------------------------- | ------------------------ | ------------------------ |
| 1 | Союз ТМ-11        | 02.12.1990, 08:13 | Союз ТМ-11, Мир-8        | Союз ТМ-11      | 26.05.1991, 10:04 | 175 суток 01 час 50 минут    | 4                        | 20 часов 16 минут        |
| 2 | Союз ТМ-18        | 08.01.1994, 10:05 | Союз ТМ-18, Мир-15       | Союз ТМ-18      | 09.07.1994, 10:32 | 182 суток 00 часа 27 минут   | 0                        | 0                        |
| 3 | Союз ТМ-29        | 20.02.1999, 04:18 | Союз ТМ-29, Мир-27       | Союз ТМ-29      | 27.08.1999, 00:34 | 188 суток 20 часов 16 минут  | 3                        | 17 часов 50 минут        |
| 4 | Союз ТМ-33        | 21.10.2001, 08:59 | Союз ТМ-33, МКС-3 (ЭП-2) | Союз ТМ-32      | 31.10.2001, 04:59 | 09 суток 19 часов 59 минут   | 0                        | 0                        |
|   |                   |                   |                          |                 |                   | 555 суток 18 часов 32 минуты | 7                        | 38 часов 04 минуты       |

## Общественная работа

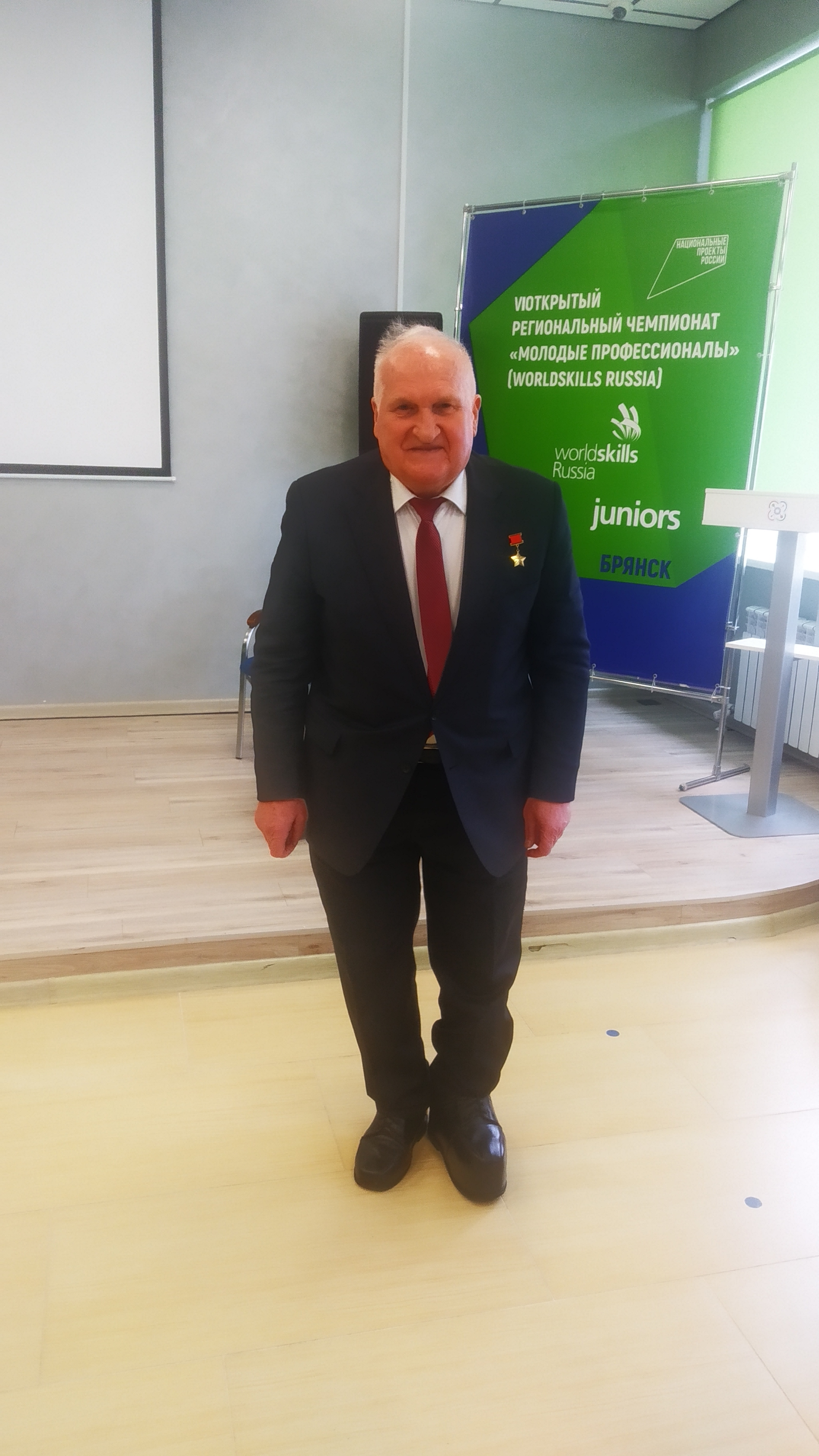
Виктор Афанасьев в 2022 году

С 2001 по 2012 гг. возглавлял Международную лигу защиты культуры. Во время третьего полёта в космос участвовал в международном общественном научно-просветительском космическом проекте «Знамя Мира». 1 марта 2006 года вручил главе города Екатеринбурга Аркадию Чернецкому это знамя, а также памятную медаль имени Юрия Гагарина от руководства Федерации космонавтики России.

## Личная жизнь
Женат, двое детей.
17 июня 2010 года попал в реанимацию с тяжёлыми травмами в результате ДТП.
Сторонник теории лунного заговора.

## Воинские звания
- Лейтенант (11.07.1970).
- Старший лейтенант (1.08.1972).
- Капитан (16.08.1974).
- Майор (1.11.1977).
- Подполковник (6.11.1980).
- Полковник (28.12.1984).

## Награды
- Герой Советского Союза (26 мая 1991) — за успешное осуществление космического полёта на орбитальном научно-исследовательском комплексе «Мир» и проявленные при этом мужество и героизм[5]
- Орден «За заслуги перед Отечеством» II степени (10 апреля 2002) — за мужество и высокий профессионализм, проявленные при осуществлении космического полёта на Международной космической станции[6]
- Орден «За заслуги перед Отечеством» III степени (22 ноября 1999) — за мужество и героизм, проявленные во время длительного космического полёта на орбитальном научно-исследовательском комплексе «Мир»[7]
- Орден «За личное мужество» (18 августа 1994) — за мужество и отвагу, проявленные во время длительного космического полёта на орбитальном научно-исследовательском комплексе «Мир»[8]
- Орден Ленина (26 мая 1991)
- Орден «За службу Родине в Вооружённых Силах СССР» III степени (21 февраля 1985)
- Медаль «За заслуги в освоении космоса» (12 апреля 2011 года) — за большие заслуги в области исследования, освоения и использования космического пространства, многолетнюю добросовестную работу, активную общественную деятельность[9]
- Шесть юбилейных медалей
- Медаль Алексея Леонова (Кемеровская область, 2015) — за семь совершённых выходов в открытый космос[10]
- Орден Почётного легиона II степени (Франция)
- Лётчик-космонавт СССР (26 мая 1991) — за осуществление космического полёта на орбитальном научно-исследовательском комплексе «Мир»[11]